# Bmola
Bmola sau Pamola este un spirit de pasăre în mitologia Abenaki. 
Bmola este cunoscută și ca Pasărea Vântului, fiind responsabilă de vremea rece și de furtuni. Conform mitologiei, acest spirit locuiește pe Muntele Katahdin, cel mai înalt munte din statul Maine, SUA.